# Impact
Impact — рубаний гротескний шрифт, розроблений Джеффрі Лі 1965 року та випущений шеффілдською словолитнею Stephenson Blake. Він добре відомий завдяки тому, що входить до пакета основних шрифтів для інтернету та поширюється з Microsoft Windows, починаючи з Windows 98. Наприкінці 2000-х — на початку 2010-х шрифт набув популярності в макрокартинках та інтернет-мемах.

## Дизайн
Лі працював директором з рекламного дизайну та розробив Impact для плакатів та рекламних матеріалів. Його товсті штрихи, тісні інтервали між літерами та мінімальна внутрішня контрформа спеціально покликані «справити враження» (англ. have an impact). Шрифт Impact має велику x-висоту, що сягає майже трьох чвертей великої літери. Верхні виносні елементи короткі, а нижні — ще коротші. Через вузькі апертури та згорнуті форми літер, написи, надруковані дрібним шрифтом, можуть бути важкочитабельні, особливо для людей з проблемами зору. Impact, що призначений для акциденції, а не для набору звичайного тексту, не має курсивного чи напівжирного накреслення.